# Casanova Elvo

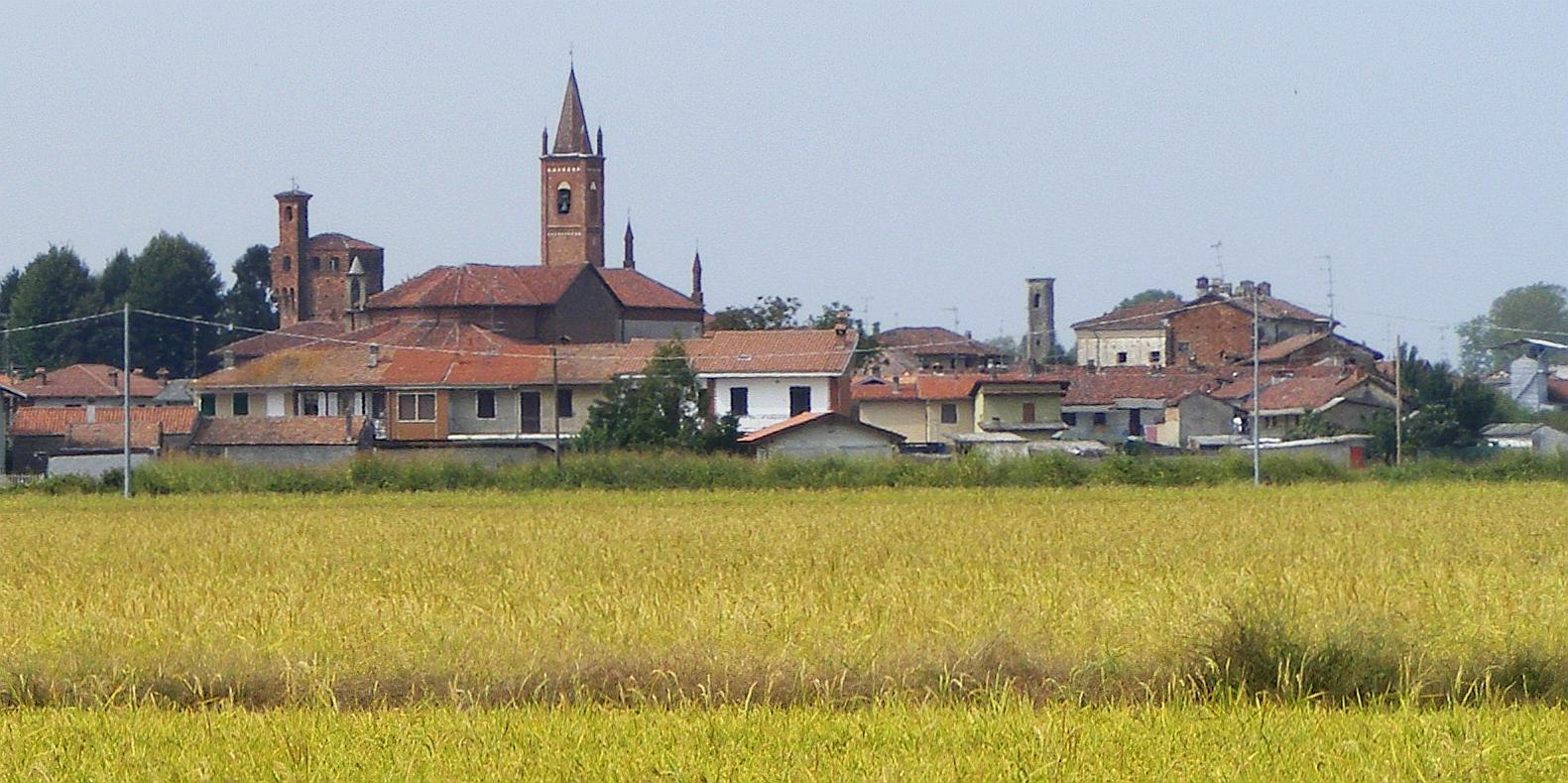
Panorama

Casanova Elvo (piemontesisch Casanòva) ist eine Gemeinde in der italienischen Provinz Vercelli (VC), Region Piemont.

## Lage und Einwohner
Casanova Elvo liegt 16 km nordwestlich von Vercelli und hat 219 Einwohner (Stand 31. Dezember 2023). Die Nachbargemeinden sind Collobiano, Formigliana, Olcenengo, San Germano Vercellese, Santhià und Villarboit.
Das Gemeindegebiet umfasst eine Fläche von 16 km².